# Graptodytes bremondi
Graptodytes bremondi är en skalbaggsart som beskrevs av Guignot 1934. Graptodytes bremondi ingår i släktet Graptodytes och familjen dykare. Inga underarter finns listade i Catalogue of Life.